# 新地島效應

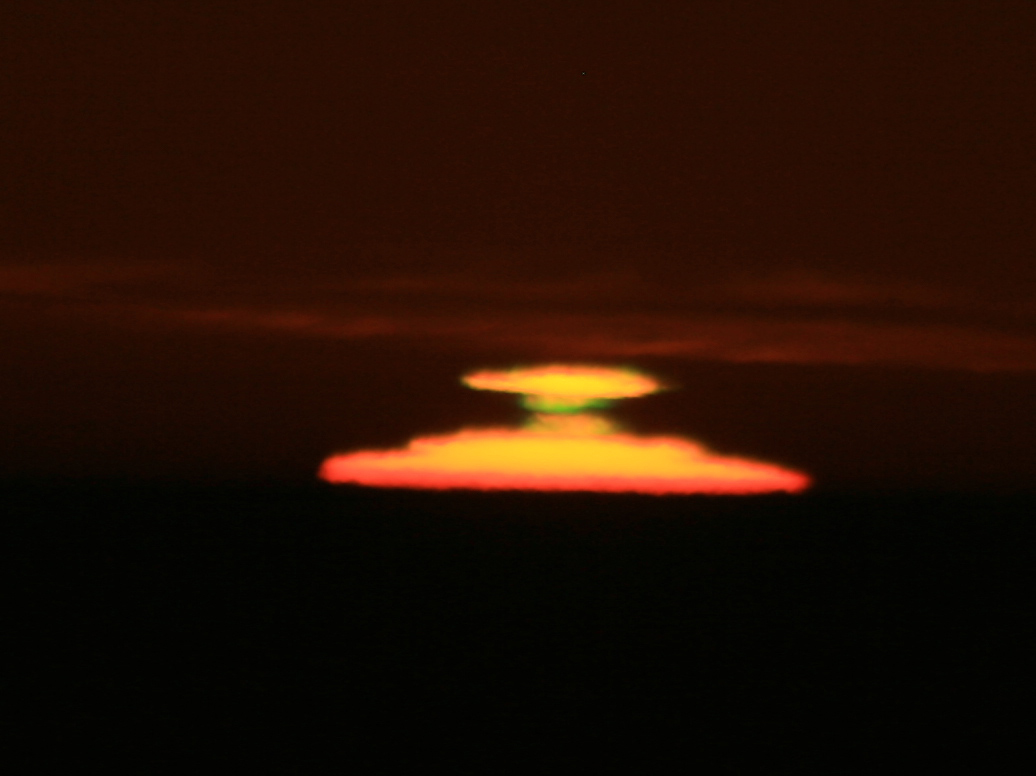
新地島效應：由於海市蜃樓而失真的影像，也可以看見綠閃光。

新地島效應是指極地出現的海市蜃樓，它是由在大氣溫躍層之間的陽光發生大氣折射而引起。新地島效應給人的感覺是太陽升起得比它實際上應有的時間早（從天文學的觀點），並根據氣象狀況，太陽的形狀會成一條線或是正方形（有時稱為"矩形太陽"），由扁平的沙漏形疊加組成。要形成這種蜃景，需要有一個數百公里的逆溫層，並且取決於逆溫層的溫度梯度。陽光必須順著地球的曲度彎曲行進400公里以上，才能讓可見的太陽盤面被提升至海平面上5度以上的高度。
第一位記錄到這個現象的人是威廉·巴倫支探險隊的成員Gerrit de Veer，探險隊在1596至1597年第三次進入北極地區，但命運多舛被困在冰雪中，在新地島的臨時小屋中，忍受冬季的嚴寒和永夜。在1597年1月24日，De Veer和另一位探險隊成員宣稱，在預計太陽重返地平線上的兩個星期前就看見了太陽。他們遭到其餘船員的懷疑（有人指責de Veer使用過去的儒略曆，而不是幾年前才引入的格里曆），但在1月27日所有的人都看見了「圓形的太陽」 。數世紀來，這個報告都受到質疑，直到20世紀這個現象才終於被證明是真實的。
在極地之外的地區，日本北海道别海町的野付半島尾岱沼，在秋冬季期間有一定概率可以觀察到這個現象。在日立市，山形縣鶴岡市也有相關的觀察記錄。

## 外部連結
- Information and images

1. ↑  https://archive.org/stream/threevoyageswil00bekegoog#page/n353/mode/2up
2. ↑  W. H. Lehn: 'The Novaya Zemlya effect: An arctic mirage', Journal of the Optical Society of America, Vol. 69, Issue 5 (1979), pp. 776-781
3. ↑  W.H. Lehn & B.A. German, 'Novaya Zemlya effect. Analysis of an observation', Applied Optics, Vol. 20, No. 12 (15 June 1981), pp. 2043–2047.
4. ↑  Siebren van der Werf, Het Nova Zembla verschijnsel. Geschiedenis van een luchtspiegeling ("The Novaya Zemlya phenomenon. History of a mirage"), 2011; ISBN 978 90 6554 0850.
5. ↑  马丽. . 2017-11-08  [2020-05-04]. （原始内容存档于2021-06-12）.
6. ↑  . 北海道 感動の瞬間100選.   [2020-05-04]. （原始内容存档于2021-06-12） （日语）.
7. ↑  まるひる. . 日立市役所. 2014-01-01  [2021-06-17]. （原始内容存档于2016-12-10） （日语）.
8. ↑  . 毎日新聞. 2018-05-23  [2021-06-17] （日语）.